# Red Level
Red Level è un comune degli Stati Uniti d'America situato nella contea di Covington dello Stato dell'Alabama.